# Bruce King
Bruce King (nascido em 6 de abril de 1924 - 13 de novembro de 2009) foi um político norte-americano que cumpriu três mandatos como governador do estado do Novo México. Ele era membro do Partido Democrata.
Ele serviu no Exército dos Estados Unidos durante a Segunda Guerra Mundial. Após a guerra, ele estudou na Universidade do Novo México em Albuquerque.
Sua carreira política começou quando ele foi eleito para o Conselho de comissários do Condado de Santa Fe em 1954. Ele foi re-eleito e atuou como presidente do conselho durante seu segundo mandato. Em 1959, foi eleito deputado estadual. Ele cumpriu cinco mandatos consecutivos na Câmara dos Deputados e em três de seus mandatos foi presidente da câmara.
De 1968 a 1969, King foi presidente do estadual do Partido Democrata. Em 1969, ele foi também o presidente da Convenção Constitucional do Estado.
Em 1970, King foi eleito governador, derrotando o republicano Pete V. Domenici. Serviu como o 25º, 28º e  23º Governador do Novo México, com mandatos entre 1971 até 1975, 1979 até 1983 e de 1991 a 1995. Não foi reeleito porque a nova Constituição do México não permitia que um governador poderia ser reeleito, sendo mudada em 1991, quando King concorreu contra Gary E. Johnson do Partido Republicano e Roberto Mondragón do Partido Verde que foi vice-governador durante seus dois primeiros mandatos, King perdeu a eleição com 186.686 votos, sendo derrotado por Johnson que teve 232.945 votos, Mondragón ficou na terceira colocação com 47.990 votos.
King foi severamente criticado pelo escritor Roger Morris, em Devil's Butcher The Shop. O escritor criticou King pelo motim em uma peninteciária estadual, que provocou a morte de 33 pessoas.
King foi casado por 61 anos até a morte de sua esposa em dezembro de 2008. Ele pai do procurador geral do Novo México Gary King.
King estava se recuperando de um procedimento ao coração feito em setembro de 2009 para ajustar o marca-passo, que foi implantado depois que teve um ataque cardíaco em 1997. Ele morreu em Stanley em 13 de novembro de 2009.